# Liste des chapitres de Dragon Ball
Cet article récapitule les chapitres composant le manga Dragon Ball.
Le titre utilisé pour chaque chapitre est celui de sa traduction officielle la plus récente (Perfect Edition). La traduction des volumes associés est elle aussi adaptée à la correction des titres via la Perfect Edition publiée au fil des mois. À noter cependant qu'aucun titre directement issus de la nouvelle traduction (corrigée ou non) n'a été utilisé pour les volumes 1 à 6, ce sont donc exceptionnellement les titres inventés pour la première publication qui sont repris tels quels, indépendamment des dernières mises à jour de traduction.
Pour le détail des différentes éditions de Dragon Ball, voir la liste des volumes du manga Dragon Ball.

## Édition simple
| no | Français                   | Français          | Français          |
| no | Titre                      | Date de sortie    | ISBN              |
| -- | -------------------------- | ----------------- | ----------------- |
| 1  | Sangoku                    | 17 mai 1993       | 978-2-8769-5205-8 |
| 2  | Kamehameha                 | 3 juin 1993       | 978-2-8769-5206-5 |
| 3  | L’Initiation               | 8 septembre 1993  | 978-2-8769-5207-2 |
| 4  | Le Tournoi                 | 3 octobre 1993    | 978-2-8769-5210-2 |
| 5  | L’Ultime combat            | 27 janvier 1994   | 978-2-8769-5211-9 |
| 6  | L’Empire du Ruban Rouge    | 9 mars 1994       | 978-2-8769-5212-6 |
| 7  | La Menace                  | 11 mai 1994       | 978-2-8769-5217-1 |
| 8  | Le Duel                    | 28 juin 1994      | 978-2-8769-5218-8 |
| 9  | Sangohan                   | 11 juillet 1994   | 978-2-8769-5219-5 |
| 10 | Le Miraculé                | 12 octobre 1994   | 978-2-8769-5220-1 |
| 11 | Le Grand défi              | 23 novembre 1994  | 978-2-8769-5221-8 |
| 12 | Les Forces du mal          | 18 janvier 1995   | 978-2-7234-1855-3 |
| 13 | L’Empire du chaos          | 15 mars 1995      | 978-2-7234-1856-0 |
| 14 | Le Démon                   | 1 mai 1995        | 978-2-7234-1857-7 |
| 15 | Chi-Chi                    | 12 juillet 1995   | 978-2-7234-1858-4 |
| 16 | L’Héritier                 | 17 août 1995      | 978-2-7234-1859-1 |
| 17 | Les Saïyens                | 1 septembre 1995  | 978-2-7234-1860-7 |
| 18 | Maître Kaïo                | 15 novembre 1995  | 978-2-7234-1861-4 |
| 19 | Végéta                     | 21 février 1996   | 978-2-7234-1902-4 |
| 20 | Yajirobé                   | 24 avril 1996     | 978-2-7234-1923-9 |
| 21 | Monsieur Freezer           | 12 juin 1996      | 978-2-7234-1864-5 |
| 22 | Zabon et Doria             | 21 août 1996      | 978-2-7234-1865-2 |
| 23 | Recoom et Guldo            | 23 octobre 1996   | 978-2-7234-1866-9 |
| 24 | Le Capitaine Ginue         | 22 janvier 1997   | 978-2-7234-1867-6 |
| 25 | Piccolo                    | 19 mars 1997      | 978-2-7234-2224-6 |
| 26 | Le Petit Dendé             | 21 mai 1997       | 978-2-7234-2225-3 |
| 27 | Le Super Saïyen            | 18 juin 1997      | 978-2-7234-2226-0 |
| 28 | Trunks                     | 27 août 1997      | 978-2-7234-2346-5 |
| 29 | Les Androïdes              | 22 octobre 1997   | 978-2-7234-2347-2 |
| 30 | Réunification              | 4 février 1998    | 978-2-7234-2348-9 |
| 31 | Cell                       | 22 avril 1998     | 978-2-7234-2349-6 |
| 32 | Transformation ultime      | 24 juin 1998      | 978-2-7234-2350-2 |
| 33 | Le Défi                    | 12 juillet 1998   | 978-2-7234-2351-9 |
| 34 | Le Combat final de Sangoku | 23 septembre 1998 | 978-2-7234-2352-6 |
| 35 | L’Adieu de Sangoku         | 11 novembre 1998  | 978-2-7234-2353-3 |
| 36 | Un Nouveau héros           | 17 février 1999   | 978-2-7234-2354-0 |
| 37 | Kaïo Shin                  | 14 avril 1999     | 978-2-7234-2792-0 |
| 38 | Le Sorcier Babidi          | 16 juin 1999      | 978-2-7234-2805-7 |
| 39 | Boo                        | 11 octobre 1999   | 978-2-7234-2855-2 |
| 40 | La Fusion                  | 12 janvier 2000   | 978-2-7234-2856-9 |
| 41 | Super Gotenks              | 16 mai 2000       | 978-2-7234-2857-6 |
| 42 | La Victoire                | 13 septembre 2000 | 978-2-7234-2858-3 |

## Édition double
| no | Français                                  | Français          | Français          |
| no | Titre                                     | Date de sortie    | ISBN              |
| -- | ----------------------------------------- | ----------------- | ----------------- |
| 1  | Sangoku - Kamehameha                      | 14 mars 2001      | 978-2-7234-3456-0 |
| 2  | L’Initiation - Le Tournoi                 | 16 mai 2001       | 978-2-7234-3457-7 |
| 3  | L’Ultime combat - L’Empire du Ruban Rouge | 18 juillet 2001   | 978-2-7234-3458-4 |
| 4  | La Menace - Le Duel                       | 12 septembre 2001 | 978-2-7234-3459-1 |
| 5  | Sangohan - Le Miraculé                    | 7 novembre 2001   | 978-2-7234-3460-7 |
| 6  | Le Grand défi - Les Forces du mal         | 16 janvier 2002   | 978-2-7234-3461-4 |
| 7  | L’Empire du chaos - Le Démon              | 27 mars 2002      | 978-2-7234-3819-3 |
| 8  | Chi-Chi - L’Héritier                      | 16 mai 2002       | 978-2-7234-3920-6 |
| 9  | Les Saïyens - Maître Kaïo                 | 16 juillet 2002   | 978-2-7234-3933-6 |
| 10 | Végéta - Yajirobé                         | 18 septembre 2002 | 978-2-7234-3979-4 |
| 11 | Monsieur Freezer - Zabon et Doria         | 20 novembre 2002  | 978-2-7234-4044-8 |
| 12 | Recoom et Guldo - Le Capitaine Ginue      | 16 avril 2003     | 978-2-7234-4149-0 |
| 13 | Piccolo - Le Petit Dendé                  | 7 mai 2003        | 978-2-7234-4208-4 |
| 14 | Le Super Saïyen - Trunks                  | 16 juillet 2003   | 978-2-7234-4239-8 |
| 15 | Les Androïdes - Réunification             | 10 septembre 2003 | 978-2-7234-4383-8 |
| 16 | Cell - Transformation ultime              | 19 novembre 2003  | 978-2-7234-4403-3 |
| 17 | Le Défi - Le Combat final de Sangoku      | 4 février 2004    | 978-2-7234-4575-7 |
| 18 | L’Adieu de Sangoku - Un Nouveau héros     | 7 avril 2004      | 978-2-7234-4586-3 |
| 19 | Kaïo Shin - Le Sorcier Babidi             | 2 juin 2004       | 978-2-7234-4695-2 |
| 20 | Boo - La Fusion                           | 18 août 2004      | 978-2-7234-4702-7 |
| 21 | Super Gotenks - La Victoire               | 13 octobre 2004   | 978-2-7234-4703-4 |

## Liste des chapitres

### Volumes 1 à 10
| no | Japonais                 | Japonais          | Japonais      | Français                                       | Français        | Français   |
| no | Titre                    | Date de sortie    | ISBN          | Titre                                          | Date de sortie  | ISBN       |
| --- | ------------------------ | ----------------- | ------------- | ---------------------------------------------- | --------------- | ---------- |
| 1 | 孫悟空と仲間たち         | 10 septembre 1985 | 4-08-851831-4 | Sangoku                                        | 10 juin 2003    | 272344242X |
| Liste des chapitres : - 001 : Bulma et Son Goku - 002 : Tu n'as pas de boules !! - 003 : Goku va à la mer - 004 : Le Kinto-Un de Kamé Sennin - 005 : Voilà Oolong ! - 006 : Oolong contre Son Goku - 007 : Yamcha et Puerh - 008 : Le redoutable Yamcha !! - 009 : Attention aux Dragon Balls ! - 010 : Stratégie de bandits - 011 : Le mont Fry Pan et Gyumao |                          |                   |               |                                                |                 |            |
| 2 | ドラゴンボール危機一髪   | 10 janvier 1986   | 4-08-851832-2 | Kamehameha                                     | 10 juin 2003    | 272344242X |
| Liste des chapitres : - 012 : À la recherche de Kamé Sennin - 013 : L'éventail de Kamé Sennin - 014 : Le Kamé Hamé Ha de Kamé Sennin !! - 015 : Chi Shinchu, la boule à sept étoiles - 016 : Les oreilles de lapin - 017 : Les pouvoirs magiques du patron - 018 : On a volé les Dragon Balls !! - 019 : Le dragon apparaît enfin ! - 020 : Faites un vœu à Shenron !! - 021 : La pleine lune - 022 : La transformation de Goku - 023 : La Dragon Team se sépare - 024 : L'entraînement de Kamé Sennin |                          |                   |               |                                                |                 |            |
| 3 | 天下一武道会はじまる！！ | 10 juin 1986      | 4-08-851833-0 | L’Initiation                                   | 15 octobre 2003 | 2723443450 |
| Liste des chapitres : - 025 : Voilà quelqu'un !! Un rival ? - 026 : Une mystérieuse jeune fille - 027 : Quand Lunch éternue - 028 : Le début de l'entraînement - 029 : À la recherche de la pierre "tortue" - 030 : Livraison de lait - 031 : Le rude entraînement de Kamé Sennin - 032 : Le début du Tenkaichi Budokai !! - 033 : Les résultats de l'entraînement !! - 034 : On est invincibles ! - 035 : Répartition des matchs !! - 036 : 1er match |                          |                   |               |                                                |                 |            |
| 4 | 大決勝戦                 | 9 octobre 1986    | 4-08-851834-9 | Le Tournoi                                     | 15 octobre 2003 | 2723443450 |
| Liste des chapitres : - 037 : 2e match - 038 : 3e match - 039 : 4e match - 040 : Goku et sa queue - 041 : Krilin contre Jackie Chun - 042 : Une lutte acharnée ! - 043 : Le mystérieux Jacky Chun - 044 : Son Goku contre Nam - 045 : Combat en plein ciel ! - 046 : La grande finale - 047 : Kamé Hamé Ha - 048 : Son Goku le petit singe qui copie tout |                          |                   |               |                                                |                 |            |
| 5 | マッスルタワーの恐怖     | 9 janvier 1987    | 4-08-851835-7 | L’Ultime combat                                | 7 janvier 2004  | 2723445712 |
| Liste des chapitres : - 049 : Jackie Chun (Muten Roshi) contre-attaque - 050 : Goku en très mauvaise posture !! - 051 : Panique au Tenkaichi Budokai !! - 052 : Jusqu'au point culminant !! - 053 : Climax - 054 : Je repars à l'aventure !! - 055 : Le Ruban Rouge - 056 : La guerre pour les Dragon Balls - 057 : À l'attaque de la Muscle Tower !! - 058 : La terrible Muscle Tower - 059 : Le démon du 2e étage !! - 060 : Murasaki le ninja !! |                          |                   |               |                                                |                 |            |
| 6 | ブルマの大失敗！！       | 10 mars 1987      | 4-08-851836-5 | L’Empire du Ruban Rouge                        | 7 janvier 2004  | 2723445712 |
| Liste des chapitres : - 061 : Technique ninja ! Une riposte de quatre tatamis et demi !! - 062 : La situation est critique ! Technique de dédoublement - 063 : Le cyborg C-8 - 064 : 4e étage, frissons garantis avec Boing !! - 065 : Comment l'emporter sur Boing - 066 : Les derniers instants de la Muscle Tower !! - 067 : Vers l'ouest… - 068 : Chez Bulma, dans la capitale de l'ouest - 069 : Bulma et Son Gokû, 2e partie - 070 : La grosse gaffe de Bulma !! - 071 : Kamé House est découverte !! - 072 : Le commandant Blue passe à l'attaque |                          |                   |               |                                                |                 |            |
| 7 | 追跡！！ブルー将軍       | 8 mai 1987        | 4-08-851837-3 | Vous êtes poursuivis par le commandant Blue !! | 7 avril 2004    | 2723445968 |
| À partir de ce tome, le véritable titre pour chaque volume, traduction directe du titre japonais, apparaît dans les premières pages (le titre du tome qui apparaît sur la couverture restant celui des éditions précédentes).Liste des chapitres : - 073 : L'erreur du commandant Blue - 074 : Le piège des pirates - 075 : Le gardien du port pirate - 076 : À la découverte du trésor - 077 : Les yeux scintillants de Blue - 078 : La grande évasion !! - 079 : Fuir ou s'enfuir !! - 080 : Les trois Dragon Balls volées - 081 : Poursuite au village Pingouin ! - 082 : Le Dragon Radar est cassé - 083 : Le Dragon Radar est volé - 084 : Les protecteurs du sanctuaire Karin |                          |                   |               |                                                |                 |            |
| 8 | 孫悟空突撃               | 10 juillet 1987   | 4-08-851838-1 | Son Goku passe à l’attaque                     | 7 avril 2004    | 2723445968 |
| Liste des chapitres : - 085 : "Tao Pai Pai", le tueur à gages - 086 : La technique fatale de Tao Pai Pai : le Dodonpa - 087 : La tour Karin - 088 : Maître Karin, le sage de la tour Karin - 089 : Les effets de l'élixir sacré - 090 : La revanche de Son Goku - 091 : La grande bataille du sanctuaire !! - 092 : La fin de Tao Pai Pai - 093 : Son Goku passe à l'attaque - 094 : L'assaut éclair de Son Goku ! - 095 : La mort du général Red ! - 096 : Victoire totale !! |                          |                   |               |                                                |                 |            |
| 9 | こまったときの占いババ   | 10 septembre 1987 | 4-08-851839-X | En cas de problème, allez voir Baba la voyante | 15 juillet 2004 | 2723446891 |
| Liste des chapitres : - 097 : La dernière Dragon Ball - 098 : Baba la voyante - 099 : Les cinq guerriers - 100 : Un combat à grande effusion de sang - 101 : Les toilettes des démons - 102 : L'entrée en scène de Son Goku - 103 : Son Goku est très fort - 104 : Le rayon Ackmight - 105 : Le 5e homme - 106 : Deux adversaires surpuissants - 107 : La queue de Goku - 108 : Son Gohan |                          |                   |               |                                                |                 |            |
| 10 | 第２２回天下一武道会     | 10 novembre 1987  | 4-08-851840-3 | Le 22e Tenkaichi Budokai                       | 15 juillet 2004 | 2723446891 |
| Liste des chapitres : - 109 : Le nouveau défi de la bande de Pilaf - 110 : La grande stratégie de Pilaf - 111 : Le retour de Shenron !! - 112 : Fonce, Son Goku ! - 113 : Le 22e Tenkaichi Budokai - 114 : Lutte acharnée pour les éliminatoires - 115 : Lutte acharnée pour les éliminatoires, 2e partie - 116 : Mise en place du tableau des matchs - 117 : Le Kamé Hamé Ha de Yamcha - 118 : Yamcha se fait écraser !! - 119 : La rancœur de la pleine lune - 120 : Quoi ? Le Dodonpa ? |                          |                   |               |                                                |                 |            |

### Volumes 11 à 20
| no | Japonais                   | Japonais         | Japonais      | Français                                          | Français          | Français   |
| no | Titre                      | Date de sortie   | ISBN          | Titre                                             | Date de sortie    | ISBN       |
| --- | -------------------------- | ---------------- | ------------- | ------------------------------------------------- | ----------------- | ---------- |
| 11 | 天下一のスーパーバトル！！ | 10 février 1988  | 4-08-851608-7 | Le plus grand combat que la Terre ait porté !!    | 13 octobre 2004   | 2723446921 |
| Liste des chapitres : - 121 : La tactique de Krilin - 122 : Entrée en scène de Son Goku !! - 123 : Combat de forces égales !! - 124 : Le jeune Ten Shin Han - 125 : Son Goku contre Krilin - 126 : Son Goku, une force de la nature !! - 127 : Les stratégies de Krilin et Goku - 128 : Le plus grand combat que la Terre ait porté !! - 129 : Haikyuken et puissance de combat - 130 : Ten Shin Han s'énerve ! - 131 : Ten Shin Han souffre ! - 132 : Le Kikoho, héritage maudit de Tsuru Sennin !!                    |                            |                  |               |                                                   |                   |            |
| 12 | ピッコロ大魔王の恐怖！     | 8 avril 1988     | 4-08-851609-5 | Le terrible roi démon Piccolo !                   | 13 octobre 2004   | 2723446921 |
| Liste des chapitres : - 133 : Les dernières tactiques de chacun !! - 134 : La fin du tournoi ! Et ensuite… - 135 : La mort de Krilin et un effroyable complot - 136 : Le terrible roi démon Piccolo ! - 137 : La résurrection de Son Goku - 138 : L'étrange personnage qui avait une boule - 139 : La proie de Yajirobé - 140 : Tambourine arrive ! - 141 : Son Goku explose !! - 142 : Le roi démon Piccolo descend vous voir !! - 143 : Son Goku contre le roi démon Piccolo - 144 : La défaite totale de Son Goku !! |                            |                  |               |                                                   |                   |            |
| 13 | 孫悟空の逆襲！？           | 10 juin 1988     | 4-08-851610-9 | Son Goku contre-attaque ?!                        | 23 mars 2005      | 2723448371 |
| Liste des chapitres : - 145 : La décision de Muten Roshi - 146 : Le dernier Mafuba de Kamé Sennin !! - 147 : Le roi démon Piccolo va-t-il pouvoir rajeunir ?! - 148 : Va voir maître Karin ! - 149 : La conquête du monde - 150 : Les tourments de Maître Karin - 151 : L'élixir divin !!! - 152 : Son Goku se met en route !! - 153 : La détermination de Ten Shin Han !! - 154 : L'erreur de calcul de Ten Shin Han - 155 : Son Goku contre-attaque - 156 : Colère noire !!                                           |                            |                  |               |                                                   |                   |            |
| 14 | さらなる飛躍               | 10 août 1988     | 4-08-851611-7 | Un prodigieux bond en avant                       | 23 mars 2005      | 2723448371 |
| Liste des chapitres : - 157 : L'affrontement des immortels !! - 158 : Son Goku en détresse !! - 159 : Duel sur la plaine dévastée !! - 160 : L'ultime pari de Son Goku ! - 161 : La victoire de Son Goku !! - 162 : Le secret du Nyoï Bo - 163 : Le Sanctuaire - 164 : L'arrivée du Tout-Puissant - 165 : Le retour de Shenron !! - 166 : Plusieurs retrouvailles - 167 : Un Tenkaichi Budokai plein de surprises - 168 : Huit gagnants qualifiés !!                                                                    |                            |                  |               |                                                   |                   |            |
| 15 | 群雄割拠！                 | 6 décembre 1988  | 4-08-851612-5 | Le choc des titans !                              | 13 juillet 2005   | 2723448401 |
| Liste des chapitres : - 169 : Ten Shin Han et Tao Pai Pai - 170 : La lutte désespérée du tueur Tao Pai Pai - 171 : Le mariage de Son Goku - 172 : Krilin VS Daemon Junior - 173 : Krilin VS Daemon Junior, issue du combat !! - 174 : Yamcha VS Shen - 175 : "Shen" - 176 : Son Goku VS Ten Shin Han - 177 : Vitesse - 178 : La technique fatale de Ten Shin Han ! - 179 : Les deux points faibles - 180 : Piccolo Daimaô vs Kami-sama                                                                                  |                            |                  |               |                                                   |                   |            |
| 16 | 龍虎相討つ！               | 10 février 1989  | 4-08-851613-3 | Tigre contre dragon !                             | 13 juillet 2005   | 2723448401 |
| Liste des chapitres : - 181 : L'erreur d'un dieu - 182 : La confrontation fatale ! Gokû vs Piccolo - 183 : Échauffement - 184 : Le véritable combat - 185 : Le Super Kamé Hamé Ha - 186 : Remue-ménage sur la surface de combat !! - 187 : La technique d'agrandissement de Piccolo Daimaô - 188 : Le combat de Son Gokû - 189 : Le dernier pari du Daimaô !! - 190 : Tiens bon, Son Gokû !! - 191 : Le décompte jusqu'à 10 - 192 : Tout est perdu !                                                                    |                            |                  |               |                                                   |                   |            |
| 17 | かつてない恐怖             | 10 mai 1989      | 4-08-851614-1 | Une terreur sans précédent                        | 21 septembre 2005 | 2723448436 |
| Liste des chapitres : - 193 : Le point culminant du Tenka Ichi Budôkai !! - 194 : Le cadeau des Dragon Balls - 195 : Le mystérieux guerrier extraterrestre - 196 : Kakarotto - 197 : Le passé de Son Gokû !! - 198 : Un ennemi commun - 199 : Duel contre Raditz - 200 : Une terreur sans précédent - 201 : Le dernier atout de Piccolo - 202 : Makankô Sappô - 203 : Le dernier recours de Son Gokû !! - 204 : Adieu Son Gokû                                                                                          |                            |                  |               |                                                   |                   |            |
| 18 | 孫悟空とピッコロ大魔王     | 10 juillet 1989  | 4-08-851615-X | Son Gohan et Piccolo Daimaô                       | 21 septembre 2005 | 2723448436 |
| Liste des chapitres : - 205 : Combat dans l'autre monde !! - 206 : Son Gohan et Piccolo Daimaô - 207 : Les complaintes de Son Gohan - 208 : Drame sous la pleine lune - 209 : Un an passé chacun de leur côté - 210 : Entraînement intensif pour le père et le fils - 211 : Son Gokû, un mort qui s'entraîne à fond avec maître Kaiô ! - 212 : Les Saïyens approchent !! - 213 : Les Saïyens arrivent !! - 214 : Le tournoi de Végéta - 215 : La prémonition de Yamcha - 216 : Des guerriers terrifiés                  |                            |                  |               |                                                   |                   |            |
| 19 | いそげ！孫悟空             | 10 novembre 1989 | 4-08-851616-8 | Dépêche-toi, Son Gokû !                           | 17 novembre 2005  | 2723453162 |
| Liste des chapitres : - 217 : Dépêche-toi, Son Gokû ! - 218 : Le dernier Kikôhô - 219 : Trois heures et pas plus - 220 : Une faible lueur - 221 : Le rat acculé mord le chat - 222 : Son Gokû se rapproche !! - 223 : Piccolo et Gohan - 224 : La froide colère de Son Gokû - 225 : Nappa pieds et poings liés !! - 226 : Le mystère du Kaiô-Ken - 227 : Le Prince entre en action !! - 228 : L'heure du duel !! |                            |                  |               |                                                   |                   |            |
| 20 | 天下分け目の超決戦         | 10 janvier 1990  | 4-08-851617-6 | Le combat décisif qui fait trembler la planète !! | 17 novembre 2005  | 2723453162 |
| Liste des chapitres : - 229 : Le combat décisif qui fait trembler la planète !! - 230 : Le danger du triple Kaiô-Ken ! - 231 : Combat dans la zone rouge ! - 232 : "Lune" - 233 : Le Genki Dama ? Ou pas ?! - 234 : Que va devenir le Genki Dama ?! - 235 : Son Gokû n'a plus qu'un souffle de vie !! - 236 : Vaine résistance - 237 : Encore un Genki Dama !! - 238 : Le devenir du Genki Dama !! - 239 : Des guerriers en lambeaux - 240 : La dernière chance !!                                                      |                            |                  |               |                                                   |                   |            |

### Volumes 21 à 30
| no | Japonais                 | Japonais        | Japonais      | Français                        | Français          | Français   |
| no | Titre                    | Date de sortie  | ISBN          | Titre                           | Date de sortie    | ISBN       |
| --- | ------------------------ | --------------- | ------------- | ------------------------------- | ----------------- | ---------- |
| 21 | めざせ！ナメックの星     | 10 avril 1990   | 4-08-851618-4 | En route pour Namek !           | 1 mars 2006       | 2723453170 |
| Liste des chapitres : - 241 : La requête de Son Gokû - 242 : Triste tombée de rideau - 243 : En route pour Namek ! - 244 : On a trouvé un vaisseau ! - 245 : Décollage immédiat, direction Namek ! - 246 : Végéta, le retour !! - 247 : Des nuages noirs s'amassent sur Namek - 248 : De mystérieux étrangers - 249 : Les super pouvoirs de Végéta - 250 : Son Gokû, le retour !! - 251 : Le vaisseau de Son Gokû - 252 : Des Nameks terrifiés |                          |                 |               |                                 |                   |            |
| 22 | ナメック星人の抵抗       | 10 juillet 1990 | 4-08-851619-2 | La résistance des Nameks        | 1 mars 2006       | 2723453170 |
| Liste des chapitres : - 253 : Lutte acharnée au village - 254 : La résistance des Nameks - 255 : Son Gohan s'énerve ! - 256 : La mort aux trousses ! - 257 : Dodoria mort de peur - 258 : Danger omniprésent ! - 259 : Le sixième Dragon Ball - 260 : Le dernier Dragon Ball - 261 : Maître Kaiô troublé - 262 : Végéta et Zabon - 263 : La force cachée de Zabon - 264 : Chez le Grand Chef |                          |                 |               |                                 |                   |            |
| 23 | 恐怖のギニュー特戦隊     | 8 octobre 1990  | 4-08-851620-6 | Le terrible Commando Ginyû      | 23 mai 2006       | 2723453189 |
| Liste des chapitres : - 265 : Sept Dragon Balls en perpétuel déplacement - 266 : Le sourire de Végéta, la colère de Freezer - 267 : Horribles retrouvailles - 268 : Végéta prend le dessus - 269 : Les Dragon Balls de Gohan et Végéta - 270 : Prémices d'une grande bataille - 271 : Le Commando Ginyû approche - 272 : Dépêchez-vous de réunir à temps les sept Dragon Balls ! - 273 : Le terrible Commando Ginyû - 274 : Les pouvoirs de Ghourd - 275 : L'attaque éclair de Végéta !! - 276 : Végéta au désespoir                                                   |                          |                 |               |                                 |                   |            |
| 24 | 悟空か！？ギニューか！？ | 10 janvier 1991 | 4-08-851414-9 | Gokû ?! Ou Ginyû ?!             | 23 mai 2006       | 2723453189 |
| Liste des chapitres : - 277 : Freezer ravi - 278 : La mort de Son Gohan ?! - 279 : Le mystérieux Son Gokû - 280 : Super Saïyen ?! - 281 : Duel contre Jeese et Butta !! - 282 : Végéta se pose des questions - 283 : Le capitaine Ginyû s'en mêle ! - 284 : La fierté du capitaine Ginyû - 285 : Le grand chef en danger - 286 : Nail, le guerrier Namek - 287 : Body Change - 288 : Gokû ?! Ou Ginyû ?! |                          |                 |               |                                 |                   |            |
| 25 | フリーザ超変身！！       | 8 mars 1991     | 4-08-851415-7 | La transformation de Freezer !! | 14 septembre 2006 | 2723453197 |
| Liste des chapitres : - 289 : La regrettable erreur de Ginyû !! - 290 : La défaite de Ginyû !! - 291 : Freezer hors de lui !! - 292 : Je t'invoque, Shenron local !! - 293 : Les trois vœux - 294 : Le dernier vœu - 295 : Une montée en puissance inattendue - 296 : La transformation de Freezer !! - 297 : Gohan perd la tête !! - 298 : Gohan en piteux état - 299 : La résurrection du guerrier - 300 : La confiance de Piccolo |                          |                 |               |                                 |                   |            |
| 26 | 孫悟空…復活！！          | 10 juin 1991    | 4-08-851416-5 | Son Gokû… le retour !!          | 14 septembre 2006 | 2723453197 |
| Liste des chapitres : - 301 : Une escalade sans fin !! - 302 : La deuxième transformation de Freezer - 303 : Freezer assure sa victoire !! - 304 : La naissance du Super Saïyen ou du Super Freezer ?! - 305 : Freezer ou Végéta ?! - 306 : Son Gokû… le retour !! - 307 : L'amorce du combat final !! - 308 : La mort de Végéta !! - 309 : Ni l'un ni l'autre ne céderont ! - 310 : Jaugeage - 311 : Duel à mains nues - 312 : Le monstrueux Freezer - 313 : Tout miser sur le Kaiô-Ken niveau 20                                                                     |                          |                 |               |                                 |                   |            |
| 27 | 伝説の超サイヤ人         | 7 août 1991     | 4-08-851417-3 | Le Super Saïyen de la légende   | 9 novembre 2006   | 2723453200 |
| Liste des chapitres : - 314 : L'ultime choix de Son Gokû - 315 : Dernière chance ! Le Genki Dama géant - 316 : Que toute la rancune de l'univers transperce Freezer !! - 317 : La vie ou la mort… - 318 : Le Super Saïyen de la légende - 319 : Freezer connaît pour la première fois l'humiliation et le désespoir - 320 : Namek disparaît en même temps que l'espoir - 321 : Freezer tente le tout pour le tout, à pleine puissance ! - 322 : L'ultime manche du combat ! - 323 : Les deux vœux - 324 : Affrontement silencieux - 325 : Son Gokû abandonne la partie |                          |                 |               |                                 |                   |            |
| 28 | 未来から来た少年         | 8 novembre 1991 | 4-08-851418-1 | Le garçon venu du futur         | 9 novembre 2006   | 2723453200 |
| Liste des chapitres : - 326 : Vaine victoire - 327 : La fin de tout - 328 : La planète Namek s'éteint - 329 : Gokû ne reviendra pas - 330 : Freezer père et fils atterrissent sur Terre - 331 : Le mystérieux jeune homme - 332 : Un deuxième Super Saïyen - 333 : Son Gokû est revenu - 334 : Le garçon venu du futur - 335 : Message de terreur - 336 : Se donner à fond dans trois ans - 337 : Le rassemblement des guerriers |                          |                 |               |                                 |                   |            |
| 29 | 悟空、敗れる！           | 10 mars 1992    | 4-08-851419-X | La défaite de Goku !            | 14 mars 2007      | 2723459543 |
| Liste des chapitres : - 338 : Des cyborgs sur la ville… - 339 : Yamcha à deux doigts d'y rester !! - 340 : La rancune de l'armée du Red Ribon envers Son Gokû - 341 : Qu'arrive-t-il à Son Gokû ? - 342 : La défaite de Gokû ! - 343 : L'arrivée de Végéta - 344 : Des cyborgs en panique - 345 : La fuite de C-20 ! - 346 : Le retour de Trunks - 347 : Trunks a des doutes - 348 : Au laboratoire !!… - 349 : C-17 et C-18 se réveillent |                          |                 |               |                                 |                   |            |
| 30 | 邪悪な予感               | 10 juin 1992    | 4-08-851420-3 | Mauvais présage                 | 14 mars 2007      | 2723459543 |
| Liste des chapitres : - 350 : C-17, C-18… et C-16 - 351 : Le mystérieux C-16 - 352 : Végéta contre C-18 - 353 : Végéta tient ses promesses - 354 : Les cyborgs ont l'avantage - 355 : La décision de Piccolo - 356 : Les conditions de Kami-sama - 357 : Les informations de Bulma - 358 : Mauvais présage - 359 : Kami-sama l'avait vu !! - 360 : L'union du dieu et du démon - 361 : L'apparition de la créature mystère !! |                          |                 |               |                                 |                   |            |

### Volumes 31 à 40
| no | Japonais                    | Japonais         | Japonais      | Français                                         | Français          | Français   |
| no | Titre                       | Date de sortie   | ISBN          | Titre                                            | Date de sortie    | ISBN       |
| --- | --------------------------- | ---------------- | ------------- | ------------------------------------------------ | ----------------- | ---------- |
| 31 | 忍びよるセル                | 4 août 1992      | 4-08-851686-9 | Cell se rapproche à pas de loup                  | 6 juin 2007       | 2723459896 |
| Liste des chapitres : - 362 : Duel à Ginger Town - 363 : Le mystère s'éclaircit - 364 : Cell hilare - 365 : Son Gokû se réveille - 366 : L'entraînement des Saïyens - 367 : Piccolo réincarné contre C-17 - 368 : Cell se rapproche à pas de loup - 369 : Les cyborgs contre Cell - 370 : La lutte désespérée du nouveau Piccolo - 371 : C-16 se met en marche ! - 372 : C-16 se bat avec l'énergie du désespoir !! - 373 : Empêchez Cell d'avoir le corps parfait ! |                             |                  |               |                                                  |                   |            |
| 32 | セルの完全体 完成！！       | 2 novembre 1992  | 4-08-851687-7 | Cell obtient le corps parfait !!                 | 6 juin 2007       | 2723459896 |
| Liste des chapitres : - 374 : Première confrontation entre Gokû et Cell - 375 : Végéta, Trunks, en avant !! - 376 : Végéta très sûr de lui ! - 377 : Son Gokû et Son Gohan - 378 : Super Végéta - 379 : Cell n'aura jamais son corps parfait ?! - 380 : Sauve-toi, C-18 !! - 381 : Cell sauvé par la curiosité de Végéta - 382 : Cell obtient le corps parfait !! - 383 : Retournement de situation !! - 384 : La technique secrète de Végéta - 385 : Trunks passe à l'action |                             |                  |               |                                                  |                   |            |
| 33 | セルゲーム始まる            | 26 décembre 1992 | 4-08-851688-5 | Le début du Cell Game                            | 13 septembre 2007 | 2723460444 |
| Liste des chapitres : - 386 : Super Trunks dépasse son père ! - 387 : L'équilibre d'une super puissance - 388 : Cell a une idée - 389 : Un terrifiant message - 390 : Gokû et Gohan sortent déjà - 391 : Petite pause avant le tournoi - 392 : L'armée royale attaque - 393 : Le nouveau Kami-sama - 394 : Le début du Cell Game - 395 : Le grand rassemblement ! - 396 : Le boulet du Cell Game ?! - HORS SÉRIE : Trunks the story – Le dernier des guerriers – |                             |                  |               |                                                  |                   |            |
| 34 | 悟空を越えた戦士            | 4 juin 1993      | 4-08-851689-3 | Le guerrier qui a surpassé Gokû                  | 13 septembre 2007 | 2723460444 |
| Liste des chapitres : - 397 : Cell vs Son Gokû !! - 398 : Son Gokû à pleine puissance - 399 : Duel à haut niveau - 400 : La défaite ou la mort ! - 401 : Un Kamé Hamé Ha puissance maximum - 402 : La conduite étrange de Son Gokû - 403 : Le guerrier qui a surpassé Gokû - 404 : En avant, super Son Gohan ! - 405 : Son Gohan va-t-il s'énerver ? - 406 : L'arme secrète de C-16 - 407 : L'enfer des Cell Juniors - 408 : Son Gohan explose !! |                             |                  |               |                                                  |                   |            |
| 35 | さようなら戦士たち          | 3 septembre 1993 | 4-08-851700-8 | Adieu, valeureux guerriers                       | 13 février 2008   | 2723460452 |
| Liste des chapitres : - 409 : Le vrai combat peut commencer - 410 : Le Kamé Hamé Ha ultime - 411 : Cell dans ses derniers retranchements - 412 : La fin du Cell Game - 413 : La douleur de Son Gohan - 414 : Un retournement de situation inattendu - 415 : Le message de Son Gokû - 416 : Kamé Hamé Ha contre Kamé Hamé Ha, l'affrontement final - 417 : Le dénouement - 418 : Adieu, valeureux guerriers - 419 : Deuxième fin - 420 : La paix règne enfin sur le futur… |                             |                  |               |                                                  |                   |            |
| 36 | ニューヒーロー誕生！！      | 4 novembre 1993  | 4-08-851495-5 | La naissance d’un nouveau héros !!               | 13 février 2008   | 2723460452 |
| Liste des chapitres : - 421 : Au lycée de Satan City - 422 : Gohan complètement épuisé - 423 : La naissance d'un nouveau héros !! - 424 : Videl à la rescousse !! - 425 : Démasqué !! - 426 : Le Tenka Ichi Budôkai - 427 : Début de l'entraînement !! - 428 : Videl et le Bukû Jutsu - 429 : Le Tenka Ichi Budôkai approche - 430 : Le rassemblement de la Dragon Team !! - 431 : Les éliminatoires - 432 : Deux petits combattants super puissants |                             |                  |               |                                                  |                   |            |
| 37 | 動き始めた作戦              | 4 avril 1994     | 4-08-851496-3 | Le plan d’attaque est lancé                      | avril 2008        | 2723463869 |
| Liste des chapitres : - 433 : Trunks vs Son Goten - 434 : Trunks vs Son Goten, 2 - 435 : Le vainqueur de la « catégorie enfants » ! - 436 : Les efforts désespérés de Mister Satan ! - 437 : Deux mystérieux individus - 438 : Le choix des adversaires ! - 439 : Les combats de Krilin et Piccolo - 440 : L'identité inattendue de Shin - 441 : Videl en piteux état - 442 : Gohan s'énerve !! - 443 : Le plan d'attaque est lancé - 444 : De l'énergie volée - 445 : Un terrifiant mystère |                             |                  |               |                                                  |                   |            |
| 38 | 宿命の対決 孫悟空対ベジータ | 4 août 1994      | 4-08-851497-1 | Le duel fatidique, Son Gokû contre Végéta        | avril 2008        | 2723463869 |
| Liste des chapitres : - 446 : Le sorcier Babidi - 447 : Babidi savait tout - 448 : Qui ne risque rien n'a rien… - 449 : Comme un jeu vidéo - 450 : Niveau 2 : Yakon - 451 : Le repas de Yakon, la créature magique - 452 : L'entrée en scène de Dabra !! - 453 : L'issue de la finale - 454 : Le vainqueur du tournoi !! - 455 : Découverte d'un cœur vicié - 456 : Le duel fatidique, Son Gokû contre Végéta - 457 : La fierté de Végéta - 458 : Deux combats acharnés - 459 : Compte à rebours |                             |                  |               |                                                  |                   |            |
| 39 | さらば誇り高き戦士          | 2 décembre 1994  | 4-08-851498-X | Adieu, guerrier à la fierté inégalée             | 3 juillet 2008    | 2723463877 |
| Ce tome indique d'abord Adieu, guerrier à la force inégalée sur sa couverture et ses premières pages. Mais le titre apparaît ensuite par trois fois comme Adieu, guerrier à la fierté inégalée (titre du tome sur le sommaire, titre du chapitre sur le sommaire, annonce du chapitre suivant), ce qui semble plus cohérent pour le personnage de Végéta auquel il fait référence (sa force étant somme toute égalée et même surpassée en l'occurrence, mais jamais sa fierté comme les chapitres précédents le démontrent).Liste des chapitres : - 460 : L'apparition de Majin Boo ?! - 461 : C'est lui, Majin Boo ?! - 462 : La menace de Majin Boo - 463 : Une puissance écrasante - 464 : L'ultime combat désespéré de Végéta - 465 : Majin Boo en colère - 466 : La fin du sorcier - 467 : Adieu, guerrier à la fierté inégalée - 468 : Le cauchemar recommence - 469 : Un maigre espoir - 470 : La vengeance de Babidi se met en place !! - 471 : L'heure de l'entraînement - 472 : La Z Sword |                             |                  |               |                                                  |                   |            |
| 40 | 地球軍、最後の秘密兵器！！  | 3 mars 1995      | 4-08-851499-8 | La dernière arme secrète de l’armée terrienne !! | 3 juillet 2008    | 2723463877 |
| Liste des chapitres : - 473 : Son Gokû face à face avec Majin Boo ! - 474 : Son Gokû dépasse les limites !! Le Super Saïyen 3 - 475 : Majin Boo dévoilé sa vraie valeur - 476 : Les dernières heures de Son Gokû - 477 : Le départ de Son Gokû - 478 : Sur les traces de Son Gohan - 479 : La Z Sword et l'autre Kaiô Shin - 480 : La fusion enfin réussie !! - 481 : La dernière arme secrète de l'armée terrienne !! - 482 : Tout est prêt pour la super fusion !! - 483 : Majin Boo et ses amis - 484 : La créature née de la colère - 485 : Deux Majin Boo… Et ensuite… |                             |                  |               |                                                  |                   |            |

### Volumes 41 à 42
| no | Japonais                  | Japonais       | Japonais      | Français               | Français          | Français   |
| no | Titre                     | Date de sortie | ISBN          | Titre                  | Date de sortie    | ISBN       |
| --- | ------------------------- | -------------- | ------------- | ---------------------- | ----------------- | ---------- |
| 41 | がんばれ 超ゴテンクスくん | 2 juin 1995    | 4-08-851500-5 | Courage, Super Gotenks | 10 septembre 2008 | 272346556X |
| Liste des chapitres : - 486 : Le redoutable nouveau visage de Majin Boo - 487 : Massacre de l'humanité - 488 : Trunks et Goten entrent dans la salle de l'esprit et du temps - 489 : Gotenks très sûr de lui !! - 490 : Gotenks de plus en plus sûr de lui !! - 491 : Technique fatale ! Kamikazé Attack - 492 : Enfermés dans une dimension parallèle - 493 : Évasion de la dimension parallèle - 494 : Courage, Super Gotenks - 495 : La super fusion, c'est surpuissant !! - 496 : Une situation plus que désespérée !! - 497 : Son Gohan contre-attaque !! - 498 : Le comportement inquiétant de Majin Boo - 499 : Le piège - 500 : Retournement de situation - 501 : L'entrée en scène du sauveur tant attendu ?! - 502 : La fusion aux Potalas va-t-elle avoir lieu ?! |                           |                |               |                        |                   |            |
| 42 | バイバイ ドラゴンワールド | 4 août 1995    | 4-08-851090-9 | Bye bye Dragon World   | 10 septembre 2008 | 272346556X |
| Liste des chapitres : - 503 : La dernière fusion de Son Gokû !! - 504 : Le papa fusionné le plus fort du monde - 505 : Végetto tente la provocation - 506 : Gokû et Végéta à l'intérieur de Boo - 507 : Boo et le Boo à l'intérieur de Boo - 508 : Majin Boo à l'état brut - 509 : Un match avec l'univers comme enjeu - 510 : Végéta et Kakarotto - 511 : Végéta risque sa vie - 512 : La fin du Super Saïyen 3 - 513 : L'idée de Végéta - 514 : Message aux terriens ressuscités - 515 : Pas assez d'énergie pour le Genki Dama - 516 : L'issue du combat - 517 : Le dénouement, et la suite… - 518 : Dix ans plus tard… - 519 : Bye bye Dragon World |                           |                |               |                        |                   |            |

| no     | Japonais       | Japonais          |
| no     | Date de sortie | ISBN              |
| ------ | -------------- | ----------------- |
| 1 – 42 |                | 978-4-08-851912-8 |

## Anime Comics
| no | Japonais                        | Japonais         | Japonais          | Français                                      | Français          | Français          |
| no | Titre                           | Date de sortie   | ISBN              | Titre                                         | Date de sortie    | ISBN              |
| -- | ------------------------------- | ---------------- | ----------------- | --------------------------------------------- | ----------------- | ----------------- |
| 1  | サイヤ人編／1                   | 4 novembre 2005  | 4-08-874050-5     | 1re partie : Les Saïyens                      | 9 avril 2008      | 978-2-7234-5789-7 |
| 2  | サイヤ人編／2                   | 4 novembre 2005  | 4-08-874051-3     | 1re partie : Les Saïyens                      | 12 mai 2008       | 978-2-7234-5790-3 |
| 3  | サイヤ人編／3                   | 2 décembre 2005  | 4-08-874052-1     | 1re partie : Les Saïyens                      | 3 juillet 2008    | 978-2-7234-5791-0 |
| 4  | サイヤ人編／4                   | 5 janvier 2006   | 4-08-874053-X     | 1re partie : Les Saïyens                      | 24 septembre 2008 | 978-2-7234-5792-7 |
| 5  | サイヤ人編／5                   | 3 février 2006   | 4-08-874054-8     | 1re partie : Les Saïyens                      | 26 novembre 2008  | 978-2-7234-6616-5 |
| 6  | 超サイヤ人・ギニュー特戦隊編／1 | 2 mai 2006       | 4-08-874081-5     | 2e partie : Le Super Saïyen/Le commando Ginyu | 7 janvier 2009    | 978-2-7234-6796-4 |
| 7  | 超サイヤ人・ギニュー特戦隊編／2 | 2 juin 2006      | 4-08-874082-3     | 2e partie : Le Super Saïyen/Le commando Ginyu | 11 mars 2009      | 978-2-7234-6797-1 |
| 8  | 超サイヤ人・ギニュー特戦隊編／3 | 4 juillet 2006   | 4-08-874083-1     | 2e partie : Le Super Saïyen/Le commando Ginyu | 22 avril 2009     | 978-2-7234-6798-8 |
| 9  | 超サイヤ人・ギニュー特戦隊編／4 | 4 août 2006      | 4-08-874084-X     | 2e partie : Le Super Saïyen/Le commando Ginyu | 10 juin 2009      | 978-2-7234-6991-3 |
| 10 | 超サイヤ人・ギニュー特戦隊編／5 | 4 septembre 2006 | 4-08-874085-8     | 2e partie : Le Super Saïyen/Le commando Ginyu | 19 août 2009      | 978-2-7234-7023-0 |
| 11 | 超サイヤ人・ギニュー特戦隊編／6 | 4 octobre 2006   | 4-08-874088-2     | 2e partie : Le Super Saïyen/Le commando Ginyu | 7 octobre 2009    | 978-2-7234-7025-4 |
| 12 | 超サイヤ人・フリーザ編／1       | 4 janvier 2007   | 978-4-08-874189-5 | 3e partie : Le Super Saïyen/Freezer           | 7 avril 2010      | 978-2-7234-7473-3 |
| 13 | 超サイヤ人・フリーザ編／2       | 2 février 2007   | 978-4-08-874190-1 | 3e partie : Le Super Saïyen/Freezer           | 7 avril 2010      | 978-2-7234-7474-0 |
| 14 | 超サイヤ人・フリーザ編／3       | 2 mars 2007      | 978-4-08-874191-8 | 3e partie : Le Super Saïyen/Freezer           | 16 juin 2010      | 978-2-7234-7475-7 |
| 15 | 超サイヤ人・フリーザ編／4       | 4 avril 2007     | 978-4-08-874192-5 | 3e partie : Le Super Saïyen/Freezer           | 18 août 2010      | 978-2-7234-7476-4 |
| 16 | 人造人間編／1                   | 4 avril 2008     | 978-4-08-874237-3 | 4e partie : Les cyborgs                       | 13 octobre 2010   | 978-2-7234-7477-1 |
| 17 | 人造人間編／2                   | 2 mai 2008       | 978-4-08-874238-0 | 4e partie : Les cyborgs                       | 16 mars 2011      | 978-2-7234-7478-8 |
| 18 | 人造人間編／3                   | 4 juin 2008      | 978-4-08-874239-7 | 4e partie : Les cyborgs                       | 11 mai 2011       | 978-2-7234-8159-5 |
| 19 | 人造人間編／4                   | 4 juillet 2008   | 978-4-08-874240-3 | 4e partie : Les cyborgs                       | 8 juin 2011       | 978-2-7234-8160-1 |
| 20 | 人造人間編／5                   | 4 août 2008      | 978-4-08-874241-0 | 4e partie : Les cyborgs                       | 17 août 2011      | 978-2-7234-8161-8 |
| 21 | セルゲーム編／1                 | 3 octobre 2008   | 978-4-08-874242-7 | 5e partie : Le Cell Game                      | 19 octobre 2011   | 978-2-7234-8269-1 |
| 22 | セルゲーム編／2                 | 4 novembre 2008  | 978-4-08-874243-4 | 5e partie : Le Cell Game                      | 4 janvier 2012    | 978-2-7234-8339-1 |
| 23 | セルゲーム編／3                 | 4 décembre 2008  | 978-4-08-874244-1 | 5e partie : Le Cell Game                      | 7 mars 2012       | 978-2-7234-8341-4 |
| 24 | セルゲーム編／4                 | 5 janvier 2009   | 978-4-08-874245-8 | 5e partie : Le Cell Game                      | 9 mai 2012        | 978-2-7234-8340-7 |
| 25 | セルゲーム編／5                 | 4 février 2009   | 978-4-08-874246-5 | 5e partie : Le Cell Game                      | 4 juillet 2012    | 978-2-7234-8342-1 |
| 26 | あの世一武道会編／1             | 3 avril 2009     | 978-4-08-874820-7 | 6e partie : Le tournoi de l'Au-delà           | 18 novembre 2015  | 978-2-344-00896-6 |
| 27 | あの世一武道会編／2             | 1er mai 2009     | 978-4-08-874821-4 | 6e partie : Le tournoi de l'Au-delà           | 6 janvier 2016    | 978-2-344-00897-3 |
| 28 | 魔人ブウ 復活編／1              | 3 juillet 2009   | 978-4-08-874808-5 | 7e partie : La résurrection de Majin Boo      | 4 mai 2016        | 978-2-344-00537-8 |
| 29 | 魔人ブウ 復活編／2              | 4 août 2009      | 978-4-08-874809-2 | 7e partie : La résurrection de Majin Boo      | 24 août 2016      | 978-2-344-00538-5 |
| 30 | 魔人ブウ 復活編／3              | 4 septembre 2009 | 978-4-08-874810-8 | 7e partie : La résurrection de Majin Boo      | 16 novembre 2016  | 978-2-344-00539-2 |
| 31 | 魔人ブウ 復活編／4              | 2 octobre 2009   | 978-4-08-874811-5 | 7e partie : La résurrection de Majin Boo      | 15 février 2017   | 978-2-344-01989-4 |
| 32 | 魔人ブウ 復活編／5              | 4 novembre 2009  | 978-4-08-874812-2 | 7e partie : La résurrection de Majin Boo      | 5 avril 2017      | 978-2-344-02039-5 |
| 33 | 魔人ブウ 復活編／6              | 4 décembre 2009  | 978-4-08-874813-9 | 7e partie : La résurrection de Majin Boo      | 7 juin 2017       | 978-2-344-02040-1 |
| 34 | 魔人ブウ 激闘編／1              | 4 février 2010   | 978-4-08-874814-6 | 8e partie : Le combat final contre Majin Boo  | 3 octobre 2018    | 978-2-344-02883-4 |
| 35 | 魔人ブウ 激闘編／2              | 4 mars 2010      | 978-4-08-874815-3 | 8e partie : Le combat final contre Majin Boo  | 21 novembre 2018  | 978-2-344-03105-6 |
| 36 | 魔人ブウ 激闘編／3              | 2 avril 2010     | 978-4-08-874816-0 | 8e partie : Le combat final contre Majin Boo  | 6 mars 2019       | 978-2-344-03364-7 |
| 37 | 魔人ブウ 激闘編／4              | 30 avril 2010    | 978-4-08-874817-7 | 8e partie : Le combat final contre Majin Boo  | 2 mai 2019        | 978-2-344-03365-4 |
| 38 | 魔人ブウ 激闘編／5              | 4 juin 2010      | 978-4-08-874818-4 | 8e partie : Le combat final contre Majin Boo  | 19 juin 2019      | 978-2-344-03367-8 |
| 39 | 魔人ブウ 激闘編／6              | 2 juillet 2010   | 978-4-08-874819-1 | 8e partie : Le combat final contre Majin Boo  | 21 août 2019      | 978-2-344-03368-5 |

## Perfect Edition
Cette édition correspond à l'édition japonaise finale et sa publication est terminée. Entre autres nouveautés, les tomes disposent d’une nouvelle répartition des chapitres, en moyenne une quinzaine, ce qui réduit également le nombre total de volumes de cette édition.

### Volumes 1 à 10
| no | Japonais         | Japonais   | Français          | Français          |
| no | Date de sortie   | ISBN       | Date de sortie    | ISBN              |
| --- | ---------------- | ---------- | ----------------- | ----------------- |
| 1 | 4 décembre 2002  | 4088734440 | 18 février 2009   | 2723467686        |
| Liste des chapitres : - 001 : Bulma et Son Goku - 002 : Tu n’as pas de boules !! - 003 : Goku va à la mer - 004 : Le Kinto-Un de Kamé Sennin - 005 : Voilà Oolong ! - 006 : Oolong contre Son Goku - 007 : Yamcha et Puerh - 008 : Le Redoutable Yamcha !! - 009 : Attention aux Dragon Balls ! - 010 : Stratégie de bandits - 011 : Le Mont Fry Pan et Gyumao - 012 : À la recherche de Kamé Sennin - 013 : L’Éventail de Kamé Sennin - 014 : Le Kamé Hamé Ha de Kamé Sennin !! |                  |            |                   |                   |
| 2 | 4 décembre 2002  | 4088734459 | 29 avril 2009     | 2723467694        |
| Liste des chapitres : - 015 : Chi Shinchu, la boule à sept étoiles - 016 : Les Oreilles de lapin - 017 : Les Pouvoirs magiques du patron - 018 : On a volé les Dragon Balls !! - 019 : Le dragon apparaît enfin ! - 020 : Faites un vœu à Shenron !! - 021 : La Pleine Lune - 022 : La Transformation de Goku - 023 : La Dragon Team se sépare - 024 : L’Entraînement de Kamé Sennin - 025 : Voilà quelqu’un !! Un rival ? - 026 : Une mystérieuse jeune fille - 027 : Quand Lunch éternue - 028 : Le Début de l’entraînement - 029 : À la recherche de la pierre “tortue”                                                                             |                  |            |                   |                   |
| 3 | 28 décembre 2002 | 4088734467 | 24 juin 2009      | 2723467759        |
| Liste des chapitres : - 030 : Livraison de lait - 031 : Le Rude Entraînement de Kamé Sennin - 032 : Le Début du Tenkaichi Budokai !! - 033 : Les Résultats de l’entraînement !! - 034 : On est invincibles ! - 035 : Répartition des matchs !! - 036 : 1er match - 037 : 2e match - 038 : 3e match - 039 : 4e match - 040 : Goku et sa queue - 041 : Krilin contre Jackie Chun - 042 : Une lutte acharnée ! - 043 : Le Mystérieux Jackie Chun - 044 : Son Goku contre Nam |                  |            |                   |                   |
| 4 | 28 décembre 2002 | 4088734475 | 9 septembre 2009  | 2723467767        |
| Liste des chapitres : - 045 : Combat en plein ciel ! - 046 : La Grande Finale - 047 : Kamé Hamé Ha - 048 : Son Goku le petit singe qui copie tout - 049 : Jackie Chun (Muten Roshi) contre-attaque - 050 : Goku en très mauvaise posture !! - 051 : Panique au Tenkaichi Budokai !! - 052 : Jusqu’au point culminant !! - 053 : Climax - 054 : Je repars à l’aventure !! - 055 : Le Ruban Rouge - 056 : La Guerre pour les Dragon Balls - 057 : À l’attaque de la Muscle Tower !! - 058 : La Terrible Muscle Tower - 059 : Le Démon du 2e étage !! |                  |            |                   |                   |
| 5 | 4 février 2003   | 4088734483 | 25 novembre 2009  | 2723467775        |
| Liste des chapitres : - 060 : Murasaki le ninja !! - 061 : Technique ninja ! Une riposte de quatre tatamis et demi !! - 062 : La situation est critique ! Technique de dédoublement - 063 : Le Cyborg C-8 - 064 : 4e étage, frissons garantis avec Boing !! - 065 : Comment l’emporter sur Boing - 066 : Les Derniers Instants de la Muscle Tower !! - 067 : Vers l’ouest… - 068 : Chez Bulma, dans la capitale de l’ouest - 069 : Bulma et Son Goku, 2e partie - 070 : La Grosse Gaffe de Bulma !! - 071 : Kamé House est découverte !! - 072 : Le commandant Blue passe à l’attaque - 073 : L’Erreur du commandant Blue - 074 : Le Piège des pirates |                  |            |                   |                   |
| 6 | 4 février 2003   | 4088734491 | 27 janvier 2010   | 2723467783        |
| Liste des chapitres : - 075 : Le Gardien du port pirate - 076 : À la découverte du trésor - 077 : Les Yeux scintillants de Blue - 078 : La Grande Évasion !! - 079 : Fuir ou s’enfuir !! - 080 : Les Trois Dragon Balls volées - 081 : Poursuite au village Pingouin ! - 082 : Le Dragon Radar est cassé - 083 : Le Dragon Radar est volé - 084 : Les Protecteurs du sanctuaire Karin - 085 : “Tao Pai Pai”, le tueur à gages - 086 : La Technique fatale de Tao Pai Pai : le Dodonpa - 087 : La Tour Karin - 088 : Maître Karin, le sage de la tour Karin - 089 : Les Effets de l’élixir sacré                                                        |                  |            |                   |                   |
| 7 | 4 mars 2003      | 4088734505 | 24 mars 2010      | 2723470423        |
| Liste des chapitres : - 090 : La Revanche de Son Goku - 091 : La Grande Bataille du sanctuaire !! - 092 : La Fin de Tao Pai Pai - 093 : Son Goku passe à l’attaque - 094 : L’Assaut éclair de Son Goku ! - 095 : La Mort du général Red ! - 096 : Victoire totale !! - 097 : La Dernière Dragon Ball - 098 : Baba la voyante - 099 : Les Cinq Guerriers - 100 : Un combat à grande effusion de sang - 101 : Les Toilettes des démons - 102 : L’Entrée en scène de Son Goku - 103 : Son Goku est très fort !! - 104 : Le Rayon Ackmight |                  |            |                   |                   |
| 8 | 4 mars 2003      | 4088734513 | 19 mai 2010       | 2723470431        |
| Liste des chapitres : - 105 : Le 5e homme - 106 : Deux adversaires surpuissants - 107 : La Queue de Goku - 108 : Son Gohan - 109 : Le Nouveau Défi de la bande de Pilaf - 110 : La Grande Stratégie de Pilaf - 111 : Le Retour de Shenron !! - 112 : Fonce, Son Goku ! - 113 : Le 22e Tenkaichi Budokai - 114 : Lutte acharnée pour les éliminatoires - 115 : Lutte acharnée pour les éliminatoires 2e partie - 116 : Mise en place du tableau des matchs - 117 : Le Kamé Hamé Ha de Yamcha - 118 : Yamcha se fait écraser !! - 119 : La Rancœur de la pleine lune                                                                                     |                  |            |                   |                   |
| 9 | 4 avril 2003     | 4088734521 | 21 juillet 2010   | 978-2-7234-7044-5 |
| Liste des chapitres : - 120 : Quoi ? Le Dodonpa ? - 121 : La Tactique de Krilin - 122 : Entrée en scène de Son Goku !! - 123 : Combat de forces égales !! - 124 : Le Jeune Ten Shin Han - 125 : Son Goku contre Krilin !! - 126 : Son Goku, une force de la nature !! - 127 : Les Stratégies de Krilin et Goku - 128 : Le plus grand combat que la Terre ait porté !! - 129 : Haikyuken et Puissance de combat - 130 : Ten Shin Han s’énerve ! - 131 : Ten Shin Han souffre ! - 132 : Le Kikoho, héritage maudit de Tsuru Sennin !! - 133 : Les Dernières Tactiques de chacun !! - 134 : La Fin du tournoi ! Et ensuite…                               |                  |            |                   |                   |
| 10 | 4 avril 2003     | 408873453X | 22 septembre 2010 | 978-2-7234-7470-2 |
| Liste des chapitres : - 135 : La Mort de Krilin et un effroyable complot - 136 : Le Terrible Roi démon Piccolo ! - 137 : La Résurrection de Son Goku - 138 : L’étrange personnage qui avait une boule - 139 : La Proie de Yajirobé - 140 : Tambourine arrive ! - 141 : Son Goku explose !! - 142 : Le roi démon Piccolo descend vous voir !! - 143 : Son Goku contre le roi démon Piccolo - 144 : La Défaite totale de Son Goku !! - 145 : La Décision de Muten Roshi - 146 : Le Dernier Mafuba de Kamé Sennin !! - 147 : Le roi démon Piccolo va-t-il pouvoir rajeunir ?! - 148 : Va voir maître Karin ! - 149 : La Conquête du monde                 |                  |            |                   |                   |

### Volumes 11 à 20
| no | Japonais         | Japonais   | Français          | Français          |
| no | Date de sortie   | ISBN       | Date de sortie    | ISBN              |
| --- | ---------------- | ---------- | ----------------- | ----------------- |
| 11 | 1 mai 2003       | 4088734548 | 17 novembre 2010  | 978-2-7234-7471-9 |
| Liste des chapitres : - 150 : Les Tourments de Maître Karin - 151 : L’Élixir divin !! - 152 : Son Goku se met en route !! - 153 : La Détermination de Ten Shin Han - 154 : L’Erreur de calcul de Ten Shin Han - 155 : Son Goku contre-attaque - 156 : Colère noire !! - 157 : L’Affrontement des immortels !! - 158 : Son Goku en détresse !! - 159 : Duel sur la plaine dévastée !! - 160 : L’Ultime Pari de Son Goku !! - 161 : La Victoire de Son Goku !! - 162 : Le Secret du Nyoï Bo - 163 : Le Sanctuaire - 164 : L’Arrivée du Tout-Puissant                               |                  |            |                   |                   |
| 12 | 1 mai 2003       | 4088734556 | 26 janvier 2011   | 978-2-7234-7472-6 |
| Liste des chapitres : - 165 : Le Retour de Shenron !! - 166 : Plusieurs retrouvailles - 167 : Un Tenkaichi Budokai plein de surprises - 168 : Huit gagnants qualifiés !! - 169 : Ten Shin Han et Tao Pai Pai - 170 : La Lutte désespérée du tueur Tao Pai Pai - 171 : Le Mariage de Son Goku - 172 : Krilin VS Daemon Junior - 173 : Krilin VS Daemon Junior, issue du combat !! - 174 : Yamcha VS Shen - 175 : “Shen” - 176 : Son Goku VS Ten Shin Han - 177 : Vitesse - 178 : La Technique fatale de Ten Shin Han ! - 179 : Les Deux Points faibles                            |                  |            |                   |                   |
| 13 | 4 juin 2003      | 4088734564 | 16 mars 2011      | 978-2-7234-7885-4 |
| Liste des chapitres : - 180 : Le Roi démon Piccolo VS le Tout-Puissant - 181 : L’Erreur d’un dieu - 182 : Le Combat fatal, Goku VS Piccolo - 183 : Échauffement - 184 : Le Véritable match - 185 : Le Super Kamé Hamé Ha - 186 : Remue-ménage sur la surface de combat - 187 : La Technique d’agrandissement du roi démon Piccolo - 188 : Le Combat de Son Goku - 189 : Le Dernier Pari du roi démon - 190 : Tiens bon, Son Goku ! - 191 : Décompte jusqu’à dix - 192 : Tout est perdu - 193 : Le Point culminant du Tenkaichi Budokai !! - 194 : Le Cadeau des Dragon Balls     |                  |            |                   |                   |
| 14 | 4 juin 2003      | 4088734572 | 18 mai 2011       | 978-2-7234-7886-1 |
| Liste des chapitres : - 195 : Le Mystérieux Guerrier extraterrestre - 196 : Kakarotto - 197 : Le Passé de Son Goku !! - 198 : Un ennemi commun - 199 : Duel contre Raditz - 200 : Une terreur sans précédent - 201 : Le Dernier Atout de Piccolo - 202 : Makanko sappo - 203 : L’Ultime Recours de Son Goku !! - 204 : Adieu Son Goku - 205 : Combat dans l’autre monde !! - 206 : Son Gohan et le Roi démon Piccolo - 207 : Les Complaintes de Son Gohan - 208 : Drame sous la pleine lune - 209 : Un an passé chacun de son côté                                               |                  |            |                   |                   |
| 15 | 4 juillet 2003   | 4088734580 | 20 juillet 2011   | 978-2-7234-7887-8 |
| Liste des chapitres : - 210 : Entraînement intensif pour le père et le fils - 211 : Son Goku, un mort qui s’entraîne à fond avec maître Kaio ! - 212 : Les Saiyans approchent !! - 213 : Les Saiyans arrivent !! - 214 : Le Tournoi de Vegeta - 215 : La Prémonition de Yamcha - 216 : Des guerriers terrifiés - 217 : Dépêche-toi, Son Goku ! - 218 : Le Dernier Kikoho - 219 : Trois heures et pas plus - 220 : Une faible lueur - 221 : Le rat pris au piège mord même le chat - 222 : Son Goku se rapproche !! - 223 : Piccolo et Gohan - 224 : La Froide Colère de Son Goku |                  |            |                   |                   |
| 16 | 4 juillet 2003   | 4088734599 | 21 septembre 2011 | 978-2-7234-8267-7 |
| Liste des chapitres : - 225 : Nappa pieds et poings liés !! - 226 : Le Mystère du Kaioken - 227 : Le Prince entre en action !! - 228 : L’Heure du duel !! - 229 : Le combat décisif qui fait trembler la planète !! - 230 : Le Danger du triple Kaioken ! - 231 : Combat dans la zone rouge ! - 232 : “Lune” - 233 : Le Genki dama ? Ou pas ?! - 234 : Le Genki Dama est-il perdu ?! - 235 : Son Goku n’a plus qu’un souffle de vie !! - 236 : Vaine résistance - 237 : Encore un Genki Dama !! - 238 : Le Devenir du Genki Dama !! - 239 : Des guerriers en lambeaux            |                  |            |                   |                   |
| 17 | 4 août 2003      | 4088734602 | 30 novembre 2011  | 978-2-7234-8268-4 |
| Liste des chapitres : - 240 : La Dernière Chance !! - 241 : La Requête de Son Goku… - 242 : Triste tomber de rideau… - 243 : En route pour Namek ! - 244 : On a trouvé un vaisseau ! - 245 : Décollage immédiat, direction Namek !! - 246 : Vegeta, le retour !! - 247 : Des nuages noirs s’amassent sur Namek - 248 : De mystérieux étrangers - 249 : Les Super Pouvoirs de Vegeta - 250 : Son Goku de nouveau sur pied !! - 251 : Le Vaisseau de Son Goku - 252 : Des Nameks terrifiés - 253 : Lutte acharnée au village - 254 : La Résistance des Nameks                      |                  |            |                   |                   |
| 18 | 4 août 2003      | 4088734610 | 22 février 2012   | 978-2-7234-8669-9 |
| Liste des chapitres : - 255 : Son Gohan s’énerve !! - 256 : La Mort aux trousses !! - 257 : Dodoria mort de peur - 258 : Danger omniprésent !! - 259 : La Sixième Dragon Ball - 260 : La Dernière Dragon Ball - 261 : Maître Kaio troublé - 262 : Vegeta et Zabon - 263 : La Force cachée de Zabon - 264 : Chez le Grand Chef - 265 : Sept Dragon Balls en perpétuel déplacement - 266 : Le Sourire de Vegeta, la colère de Freezer - 267 : Horribles retrouvailles - 268 : Vegeta prend le dessus ! - 269 : Les Dragon Balls de Gohan et Vegeta                                 |                  |            |                   |                   |
| 19 | 4 septembre 2003 | 4088734629 | 18 avril 2012     | 978-2-7234-8670-5 |
| Liste des chapitres : - 270 : Prémices d’une grande bataille - 271 : Le Commando Ginyu approche !! - 272 : Dépêchez-vous de réunir à temps les sept Dragon Balls ! - 273 : Le Terrible Commando Ginyu - 274 : Les Pouvoirs de Ghourd - 275 : L’Attaque éclair de Vegeta !! - 276 : Vegeta au désespoir - 277 : Freezer ravi - 278 : La Mort de Son Gohan ?! - 279 : Le Mystérieux Son Goku - 280 : Super Saiyan ?! - 281 : Duel contre Jeese et Butta !! - 282 : Vegeta se pose des questions - 283 : Le capitaine Ginyu s’en mêle ! - 284 : La Fierté du capitaine Ginyu        |                  |            |                   |                   |
| 20 | 4 septembre 2003 | 4088734637 | 6 juin 2012       | 978-2-7234-8671-2 |
| Liste des chapitres : - 285 : Le Grand Chef en danger - 286 : Nail, le guerrier Namek - 287 : Body Change - 288 : Goku ?! Ou Ginyu ?! - 289 : La Regrettable Erreur de Ginyu !! - 290 : La Défaite de Ginyu !! - 291 : Freezer hors de lui !! - 292 : Je t’invoque, Shenron local !! - 293 : Les Trois Vœux - 294 : Le Dernier Vœu - 295 : Une montée en puissance inattendue - 296 : La Transformation de Freezer !! - 297 : Gohan perd la tête !! - 298 : Gohan en piteux état - 299 : La Résurrection du guerrier                                                             |                  |            |                   |                   |

### Volumes 21 à 30
| no | Japonais        | Japonais   | Français          | Français          |
| no | Date de sortie  | ISBN       | Date de sortie    | ISBN              |
| --- | --------------- | ---------- | ----------------- | ----------------- |
| 21 | 3 octobre 2003  | 4088734645 | 22 août 2012      | 978-2-7234-8672-9 |
| Liste des chapitres : - 300 : La Confiance de Piccolo - 301 : Une escalade sans fin !! - 302 : La Deuxième Transformation de Freezer - 303 : Freezer assure sa victoire !! - 304 : La Naissance du Super Saiyan et du Super Freezer ?! - 305 : Freezer ou Vegeta ?! - 306 : Son Goku… le retour !! - 307 : L’Amorce du combat final !! - 308 : La Mort de Vegeta !! - 309 : Ni l’un ni l’autre ne céderont ! - 310 : Jaugeage - 311 : Duel à mains nues - 312 : Le Monstrueux Freezer - 313 : Tout miser sur le Kaioken niveau 20 - 314 : L’Ultime Choix de Son Goku                                               |                 |            |                   |                   |
| 22 | 3 octobre 2003  | 4088734653 | 17 octobre 2012   | 978-2-7234-8673-6 |
| Liste des chapitres : - 315 : Dernière chance : Le Genki Dama géant - 316 : Que toute la rancune de l’univers transperce Freezer !! - 317 : La Vie ou la Mort… - 318 : Le Légendaire Super Saiyan - 319 : Freezer connaît pour la première fois l’humiliation et le désespoir - 320 : Namek disparaît en même temps que l’espoir - 321 : Freezer à pleine puissance ! - 322 : L’Ultime Manche du combat ! - 323 : Les Deux Vœux - 324 : Affrontement silencieux - 325 : Son Goku abandonne la partie - 326 : Vaine victoire - 327 : La Fin de tout - 328 : La planète Namek s’éteint - 329 : Goku ne reviendra pas |                 |            |                   |                   |
| 23 | 4 novembre 2003 | 4088734661 | 23 janvier 2013   | 978-2-7234-9294-2 |
| Liste des chapitres : - 330 : Freezer père et fils atterrissent sur Terre - 331 : Le Mystérieux Jeune Homme - 332 : Un deuxième Super Saiyan - 333 : Son Goku est revenu - 334 : Le Garçon venu du futur - 335 : Message de terreur - 336 : Un pari sur l’avenir - 337 : Le Rassemblement des meilleurs guerriers - 338 : Des cyborgs sur la ville… - 339 : Yamcha à deux doigts d’y rester !! - 340 : La Rancune de l’armée du Red Ribon - 341 : Qu’arrive-t-il à Son Goku ? - 342 : La Défaite de Goku ! - 343 : L’Arrivée de Vegeta - 344 : Des cyborgs en panique                                              |                 |            |                   |                   |
| 24 | 4 novembre 2003 | 408873467X | 20 mars 2013      | 978-2-7234-9295-9 |
| Liste des chapitres : - 345 : La Fuite de C-20 ! - 346 : Le Retour de Trunks - 347 : Trunks a des doutes - 348 : Au laboratoire !! - 349 : C-17 et C-18 se réveillent - 350 : C-17, C-18… et C-16 - 351 : Le Mystérieux C-16 - 352 : Vegeta vs C-18 - 353 : Vegeta tient ses promesses - 354 : Les cyborgs ont l’avantage - 355 : La Décision de Piccolo - 356 : Les Conditions du Tout-Puissant - 357 : Les Informations de Bulma - 358 : Mauvais présage - 359 : Le Tout-Puissant l’avait vu !! |                 |            |                   |                   |
| 25 | 4 décembre 2003 | 4088734688 | 8 mai 2013        | 978-2-7234-9327-7 |
| Liste des chapitres : - 360 : L’Union du dieu et du démon - 361 : L’Apparition de la créature mystère !! - 362 : Duel à Ginger Town - 363 : Le mystère s’éclaicit - 364 : Cell hilare - 365 : Son Goku se réveille - 366 : L’Entrainement des Saiyans - 367 : Piccolo réincarné contre C-17 - 368 : Cell s’approche à pas de loup - 369 : Les Cyborgs contre Cell - 370 : La Lutte désespérée du nouveau Piccolo - 371 : C-16 se met en marche ! - 372 : C-16 ou l’Énergie du désespoir !! - 373 : Empêchez Cell d’avoir le corps parfait ! - 374 : Première confrontation entre Goku et Cell                      |                 |            |                   |                   |
| 26 | 4 décembre 2003 | 4088734696 | 17 juillet 2013   | 978-2-7234-9328-4 |
| Liste des chapitres : - 375 : Vegeta, Trunks, en avant !! - 376 : Vegeta très sûr de lui ! - 377 : Son Goku et Son Gohan - 378 : Super Vegeta - 379 : Cell n’aura jamais son corps parfait ?! - 380 : Sauve-toi, C-18 !! - 381 : Cell sauvé par la curiosité de Vegeta - 382 : Cell obtient le corps parfait !! - 383 : Retournement de situation !! - 384 : La Technique secrète de Vegeta - 385 : Trunks passe à l’action - 386 : Super Trunks dépasse son père ! - 387 : L’Équilibre des super puissances - 388 : Cell a une idée - 389 : Un terrifiant message - 390 : Goku et Gohan sortent déjà              |                 |            |                   |                   |
| 27 | 5 janvier 2004  | 408873470X | 18 septembre 2013 | 978-2-7234-9329-1 |
| Liste des chapitres : - 391 : Petite pause avant le tournoi - 392 : L’armée royale attaque - 393 : Le Nouveau Tout-Puissant - 394 : Le Début du Cell Game - 395 : Le Grand Rassemblement ! - 396 : Le Boulet du Cell Game ?! - 397 : Cell vs Son Goku !! - 398 : Son Goku à pleine puissance - 399 : Duel de haute volée - 400 : L’Abandon ou la Mort - 401 : Un Kamé Hamé Ha puissance maximum - 402 : L’Étrange Conduite de Son Goku - 403 : Le guerrier qui a surpassé Goku - 404 : En avant, Super Son Gohan ! - 405 : Son Gohan va-t-il s’énerver ?                                                           |                 |            |                   |                   |
| 28 | 5 janvier 2004  | 4088734718 | 6 novembre 2013   | 978-2-7234-9330-7 |
| Liste des chapitres : - 406 : L’Arme secrète de C-16 - 407 : L’Enfer des Cell Juniors - 408 : Son Gohan explose !! - 409 : Le vrai combat peut commencer - 410 : Le Kamé Hamé Ha ultime - 411 : Cell dans ses derniers retranchements - 412 : La Fin du Cell Game - 413 : La Douleur de Son Gohan - 414 : Un retournement de situation inattendu - 415 : Le Message de Son Goku - 416 : Kamé Hamé Ha contre Kamé Hamé Ha, l’affrontement final - 417 : Le Dénouement - 418 : Adieu, valeureux guerriers - 419 : Deuxième fin - 420 : La paix règne enfin sur le futur…                                             |                 |            |                   |                   |
| 29 | 4 février 2004  | 4088734726 | 19 février 2014   | 978-2-7234-9821-0 |
| Liste des chapitres : - 421 : Au lycée de Satan City - 422 : Gohan complètement épuisé - 423 : La Naissance d’un nouveau héros !! - 424 : Videl à la rescousse !! - 425 : Démasqué !! - 426 : Le Tenkaichi Budokai - 427 : Début de l’entraînement !! - 428 : Videl et le Buku Jutsu - 429 : Le Tenkaichi Budokai approche - 430 : Le Rassemblement de la Dragon Team !! - 431 : Les Éliminatoires - 432 : Deux petits combattants super puissants - 433 : Trunks vs Goten - 434 : Trunks vs Goten, 2e - 435 : Le Vainqueur de la catégorie enfant ! - 436 : Les Efforts désespérés de Mister Satan                |                 |            |                   |                   |
| 30 | 4 février 2004  | 4088734734 | 2 avril 2014      | 978-2-7234-9822-7 |
| Liste des chapitres : - 437 : Deux mystérieux individus - 438 : Le Choix des adversaires ! - 439 : Les Combats de Krilin et Piccolo - 440 : L’Identité inattendue de Shin - 441 : Videl en piteux état - 442 : Gohan s’énerve !! - 443 : Le Plan d’attaque est lancé - 444 : De l’énergie volée - 445 : Un terrifiant mystère - 446 : Le Sorcier Babidi - 447 : Babidi savait tout - 448 : Qui ne risque rien n’a rien… - 449 : Comme un jeu vidéo - 450 : Niveau 2 : Yacon - 451 : Le Repas de Yacon, la bête démoniaque - 452 : L’Entrée en scène de Dabra !!                                                    |                 |            |                   |                   |

### Volumes 31 à 34
| no | Japonais       | Japonais   | Français        | Français          |
| no | Date de sortie | ISBN       | Date de sortie  | ISBN              |
| --- | -------------- | ---------- | --------------- | ----------------- |
| 31 | 4 mars 2004    | 4088734742 | 18 juin 2014    | 978-2-7234-9928-6 |
| Liste des chapitres : - 453 : L’Issue de la finale - 454 : Le Vainqueur du tournoi - 455 : Découverte d’un cœur vicié - 456 : Le Duel fatidique, Son Goku contre Vegeta - 457 : La Fierté de Vegeta - 458 : Deux combats acharnés - 459 : Compte à rebours - 460 : L’Apparition de Majin Boo ?! - 461 : C’est lui, Majin Boo ?! - 462 : La Menace de Majin Boo - 463 : Une puissance écrasante - 464 : L’ultime combat désespéré de Vegeta - 465 : Majin Boo fulmine - 466 : La Fin du sorcier - 467 : Adieu, guerrier à la fierté inégalée - 468 : Le cauchemar recommence - 469 : Un maigre espoir |                |            |                 |                   |
| 32 | 4 mars 2004    | 4088734750 | 20 août 2014    | 978-2-7234-9929-3 |
| Liste des chapitres : - 470 : La vengeance de Babidi se met en place !! - 471 : L’Heure de l’entraînement - 472 : La Z Sword - 473 : Son Goku face à Majin Boo ! - 474 : Son Goku dépasse les limites !! Le Super Saiyan 3 - 475 : Majin Boo dévoile sa vraie valeur - 476 : Les Dernières Heures de Son Goku - 477 : Le Départ de Son Goku - 478 : Sur les traces de Son Gohan - 479 : La Z Sword et l’autre Kaio Shin - 480 : La Fusion enfin maîtrisée !! - 481 : La Dernière Arme secrète de l’armée terrienne !! - 482 : Tout est prêt pour la super fusion !! - 483 : Majin Boo et ses amis - 484 : La Créature née de la colère - 485 : Deux Majin Boo… Et ensuite… - 486 : Le Redoutable Nouveau Visage de Majin Boo                                            |                |            |                 |                   |
| 33 | 2 avril 2004   | 4088734769 | 15 octobre 2014 | 978-2-344-00427-2 |
| Liste des chapitres : - 487 : Massacre de l’humanité - 488 : Trunks et Goten entrent dans la salle de l’esprit et du temps - 489 : Gotenks très sûr de lui !! - 490 : Gotenks de plus en plus sûr de lui !! - 491 : Technique fatale ! Kamikazé attack - 492 : Enfermés dans une dimension parallèle - 493 : Évasion de la dimension parallèle - 494 : Courage Super Gotenks - 495 : La super fusion, c’est surpuissant !! - 496 : Une situation plus que désespérée !! - 497 : Son Gohan contre-attaque !! - 498 : Le Comportement inquiétant de Majin Boo - 499 : Le Piège - 500 : Retournement de situation - 501 : L’Entrée en scène du sauveur tant attendu ?! - 502 : La fusion par les Potalas va-t-elle avoir lieu ?! - 503 : La Dernière Fusion de Son Goku !! |                |            |                 |                   |
| 34 | 2 avril 2004   | 4088734777 | 21 janvier 2015 | 978-2-344-00428-9 |
| Liste des chapitres : - 504 : Le Papa fusionné le plus fort du monde - 505 : Vegetto tente la provocation - 506 : Goku et Vegeta à l’intérieur de Boo - 507 : Boo et le Boo à l’intérieur de Boo - 508 : Majin Boo à l’état brut - 509 : Un match avec l’univers comme enjeu - 510 : Vegeta et Kakarotto - 511 : Vegeta risque sa vie - 512 : La Fin du Super Saiyan 3 - 513 : L’Idée de Vegeta - 514 : Message aux Terriens ressuscités - 515 : Pas assez d’énergie pour le Genki Dama - 516 : L’Issue du combat - 517 : Le Dénouement, et la suite… - 518 : Dix ans plus tard… - 519 : Bye bye Dragon World |                |            |                 |                   |

| no      | Japonais       | Japonais      |
| no      | Date de sortie | ISBN          |
| ------- | -------------- | ------------- |
| 1 – 17  |                | 4-08-851907-8 |
| 18 – 34 |                | 4-08-851908-6 |

#### Édition simple japonaise
1. 1 2  Tome 1
2. 1 2  Tome 2
3. 1 2  Tome 3
4. 1 2  Tome 4
5. 1 2  Tome 5
6. 1 2  Tome 6
7. 1 2  Tome 7
8. 1 2  Tome 8
9. 1 2  Tome 9
10. 1 2  Tome 10
11. 1 2  Tome 11
12. 1 2  Tome 12
13. 1 2  Tome 13
14. 1 2  Tome 14
15. 1 2  Tome 15
16. 1 2  Tome 16
17. 1 2  Tome 17
18. 1 2  Tome 18
19. 1 2  Tome 19
20. 1 2  Tome 20
21. 1 2  Tome 21
22. 1 2  Tome 22
23. 1 2  Tome 23
24. 1 2  Tome 24
25. 1 2  Tome 25
26. 1 2  Tome 26
27. 1 2  Tome 27
28. 1 2  Tome 28
29. 1 2  Tome 29
30. 1 2  Tome 30
31. 1 2  Tome 31
32. 1 2  Tome 32
33. 1 2  Tome 33
34. 1 2  Tome 34
35. 1 2  Tome 35
36. 1 2  Tome 36
37. 1 2  Tome 37
38. 1 2  Tome 38
39. 1 2  Tome 39
40. 1 2  Tome 40
41. 1 2  Tome 41
42. 1 2  Tome 42
43. ↑  Tomes 1 à 42

#### Édition simple française
1. 1 2 3  Tome 1
2. 1 2 3  Tome 2
3. 1 2 3  Tome 3
4. 1 2 3  Tome 4
5. 1 2 3  Tome 5
6. 1 2 3  Tome 6
7. 1 2 3  Tome 7
8. 1 2 3  Tome 8
9. 1 2 3  Tome 9
10. 1 2 3  Tome 10
11. 1 2 3  Tome 11
12. 1 2 3  Tome 12
13. 1 2 3  Tome 13
14. 1 2 3  Tome 14
15. 1 2 3  Tome 15
16. 1 2 3  Tome 16
17. 1 2 3  Tome 17
18. 1 2 3  Tome 18
19. 1 2 3  Tome 19
20. 1 2 3  Tome 20
21. 1 2 3  Tome 21
22. 1 2 3  Tome 22
23. 1 2 3  Tome 23
24. 1 2 3  Tome 24
25. 1 2 3  Tome 25
26. 1 2 3  Tome 26
27. 1 2 3  Tome 27
28. 1 2 3  Tome 28
29. 1 2 3  Tome 29
30. 1 2 3  Tome 30
31. 1 2 3  Tome 31
32. 1 2 3  Tome 32
33. 1 2 3  Tome 33
34. 1 2 3  Tome 34
35. 1 2 3  Tome 35
36. 1 2 3  Tome 36
37. 1 2 3  Tome 37
38. 1 2 3  Tome 38
39. 1 2 3  Tome 39
40. 1 2 3  Tome 40
41. 1 2 3  Tome 41
42. 1 2 3  Tome 42

#### Édition double
1. 1 2 3  Tome 1
2. 1 2 3  Tome 2
3. 1 2 3  Tome 3
4. 1 2 3  Tome 4
5. 1 2 3  Tome 5
6. 1 2 3  Tome 6
7. 1 2 3  Tome 7
8. 1 2 3  Tome 8
9. 1 2 3  Tome 9
10. 1 2 3  Tome 10
11. 1 2 3  Tome 11
12. 1 2 3  Tome 12
13. 1 2 3  Tome 13
14. 1 2 3  Tome 14
15. 1 2 3  Tome 15
16. 1 2 3  Tome 16
17. 1 2 3  Tome 17
18. 1 2 3  Tome 18
19. 1 2 3  Tome 19
20. 1 2 3  Tome 20
21. 1 2 3  Tome 21

#### Édition coffrets
1. 1 2  Tome 1
2. 1 2  Tome 2
3. 1 2  Tome 3
4. 1 2  Tome 4
5. 1 2  Tome 5
6. 1 2  Tome 6
7. 1 2  Tome 7
8. 1 2  Tome 8
9. 1 2  Tome 9
10. 1 2  Tome 10
11. 1 2  Tome 11
12. 1 2  Tome 12
13. 1 2  Tome 13
14. 1 2  Tome 14
15. 1 2  Tome 15
16. 1 2  Tome 16
17. 1 2  Tome 17
18. 1 2  Tome 18
19. 1 2  Tome 19
20. 1 2  Tome 20
21. 1 2  Tome 21
22. 1 2  Tome 22
23. 1 2  Tome 23
24. 1 2  Tome 24
25. 1 2  Tome 25
26. 1 2  Tome 26
27. 1 2  Tome 27
28. 1 2  Tome 28
29. 1 2  Tome 29
30. 1 2  Tome 30
31. 1 2  Tome 31
32. 1 2  Tome 32
33. 1 2  Tome 33
34. 1 2  Tome 34
35. 1 2  Tome 35
36. 1 2  Tome 36
37. 1 2  Tome 37
38. 1 2  Tome 38
39. 1 2  Tome 39
40. 1 2  Tome 40
41. 1 2  Tome 41
42. 1 2  Tome 42

#### Anime Comicsjaponais
1. 1 2 3  Tome 1
2. 1 2 3  Tome 2
3. 1 2 3  Tome 3
4. 1 2 3  Tome 4
5. 1 2 3  Tome 5
6. 1 2 3  Tome 6
7. 1 2 3  Tome 7
8. 1 2 3  Tome 8
9. 1 2 3  Tome 9
10. 1 2 3  Tome 10
11. 1 2 3  Tome 11
12. 1 2 3  Tome 12
13. 1 2 3  Tome 13
14. 1 2 3  Tome 14
15. 1 2 3  Tome 15
16. 1 2 3  Tome 16
17. 1 2 3  Tome 17
18. 1 2 3  Tome 18
19. 1 2 3  Tome 19
20. 1 2 3  Tome 20
21. 1 2 3  Tome 21
22. 1 2 3  Tome 22
23. 1 2 3  Tome 23
24. 1 2 3  Tome 24
25. 1 2 3  Tome 25
26. 1 2 3  Tome 26
27. 1 2 3  Tome 27
28. 1 2 3  Tome 28
29. 1 2 3  Tome 29
30. 1 2 3  Tome 30
31. 1 2 3  Tome 31
32. 1 2 3  Tome 32
33. 1 2 3  Tome 33
34. 1 2 3  Tome 34
35. 1 2 3  Tome 35
36. 1 2 3  Tome 36
37. 1 2 3  Tome 37
38. 1 2 3  Tome 38
39. 1 2 3  Tome 39

#### Anime Comicsfrançais
1. 1 2 3  Tome 1
2. 1 2 3  Tome 2
3. 1 2 3  Tome 3
4. 1 2 3  Tome 4
5. 1 2 3  Tome 5
6. 1 2 3  Tome 6
7. 1 2 3  Tome 7
8. 1 2 3  Tome 8
9. 1 2 3  Tome 9
10. 1 2 3  Tome 10
11. 1 2 3  Tome 11
12. 1 2 3  Tome 12
13. 1 2 3  Tome 13
14. 1 2 3  Tome 14
15. 1 2 3  Tome 15
16. 1 2 3  Tome 16
17. 1 2 3  Tome 17
18. 1 2 3  Tome 18
19. 1 2 3  Tome 19
20. 1 2 3  Tome 20
21. 1 2 3  Tome 21
22. 1 2 3  Tome 22
23. 1 2 3  Tome 23
24. 1 2 3  Tome 24
25. 1 2 3  Tome 25
26. 1 2 3  Tome 26
27. 1 2 3  Tome 27
28. 1 2 3  Tome 28
29. 1 2 3  Tome 29
30. 1 2 3  Tome 30
31. 1 2 3  Tome 31
32. 1 2 3  Tome 32
33. 1 2 3  Tome 33
34. 1 2 3  Tome 34
35. 1 2 3  Tome 35
36. 1 2 3  Tome 36
37. 1 2 3  Tome 37
38. 1 2 3  Tome 38
39. 1 2 3  Tome 39

#### Perfect Editionjaponaise
1. 1 2  Tome 1
2. 1 2  Tome 2
3. 1 2  Tome 3
4. 1 2  Tome 4
5. 1 2  Tome 5
6. 1 2  Tome 6
7. 1 2  Tome 7
8. 1 2  Tome 8
9. 1 2  Tome 9
10. 1 2  Tome 10
11. 1 2  Tome 11
12. 1 2  Tome 12
13. 1 2  Tome 13
14. 1 2  Tome 14
15. 1 2  Tome 15
16. 1 2  Tome 16
17. 1 2  Tome 17
18. 1 2  Tome 18
19. 1 2  Tome 19
20. 1 2  Tome 20
21. 1 2  Tome 21
22. 1 2  Tome 22
23. 1 2  Tome 23
24. 1 2  Tome 24
25. 1 2  Tome 25
26. 1 2  Tome 26
27. 1 2  Tome 27
28. 1 2  Tome 28
29. 1 2  Tome 29
30. 1 2  Tome 30
31. 1 2  Tome 31
32. 1 2  Tome 32
33. 1 2  Tome 33
34. 1 2  Tome 34
35. ↑  Tomes 1 à 17
36. ↑  Tomes 18 à 34

#### Perfect Editionfrançaise
1. 1 2  Tome 1
2. 1 2  Tome 2
3. 1 2  Tome 3
4. 1 2  Tome 4
5. 1 2  Tome 5
6. 1 2  Tome 6
7. 1 2  Tome 7
8. 1 2  Tome 8
9. 1 2  Tome 9
10. 1 2  Tome 10
11. 1 2  Tome 11
12. 1 2  Tome 12
13. 1 2  Tome 13
14. 1 2  Tome 14
15. 1 2  Tome 15
16. 1 2  Tome 16
17. 1 2  Tome 17
18. 1 2  Tome 18
19. 1 2  Tome 19
20. 1 2  Tome 20
21. 1 2  Tome 21
22. 1 2  Tome 22
23. 1 2  Tome 23
24. 1 2  Tome 24
25. 1 2  Tome 25
26. 1 2  Tome 26
27. 1 2  Tome 27
28. 1 2  Tome 28
29. 1 2  Tome 29
30. 1 2  Tome 30
31. 1 2  Tome 31
32. 1 2  Tome 32
33. 1 2  Tome 33
34. 1 2  Tome 34